# Franz Xaver von Caspar
Franz Xaver von Caspar (* 15. Oktober 1772 oder 1773 in München; † 13. März 1854 ebenda), auch von Kaspar, war ein deutscher Schriftsteller.

## Leben
Franz Xaver von Caspar war ein Sohn des Juristen und Professors Johann Nepomuk von Caspar, der um 1745 geboren wurde. Franz Xaver von Caspar schloss 1790 das churfürstliche Gymnasium München (heute Wilhelmsgymnasium München) ab, machte dann am dortigen angeschlossenen Lyzeum das obligatorische Grundstudium (= Philosophie) und studierte ab 1792 Jura in Ingolstadt. Er wurde kurfürstlicher wirklicher Hofrat und 1798 Regierungsrat in Straubing. 1801 wurde er in den Ruhestand versetzt, den er in München verlebte.

## Werke
Franz Xaver von Caspar betätigte sich als Schriftsteller. Unter anderem gab er 1798 in München ein Singspiel nach William Shakespeare heraus, das den Titel Der Sturm trug. Die Musik dazu hatte Peter von Winter komponiert. Mehrere Gedichte wurden 1797 und 1798 in den Blüthen und Früchten veröffentlicht. 1799 folgte Der 13te Iulius, ein Werk zum Geburtstag der Kurfürstin Karoline Wilhelmine Friederike, zu dem wiederum Winter die Musik komponiert hatte. Er veröffentlichte, teils ohne Namensnennung, dramatische Werke und Aufsätze in periodischen Schriften. 1820 publizierte er in Bamberg das Werk Maximilian I. Kurfürst [oder Churfürst] von Baiern, 1825 in Leipzig das historische Drama Aventin.
In der Encyclopädie der deutschen Nationalliteratur wurde seinen Schöpfungen „Wärme, Wahrheit und Leben“ zugesprochen, die ihm denn auch Erfolg und Beifall beschert hätten. Ganz anders lautet eine Bemerkung in Gervinus' Historischen Schriften: Franz Xaver von Caspar „und nicht wenige andere obscure Namen“ hätten sich 1817 im Wettstreit um einen Preis für das beste vaterländische Schauspiel verausgabt, wobei die Einsendungen großenteils „von einer ganz unerwarteten Rohheit des Geschmacks“ gezeugt hätten. Ausgelobt worden war der Preis, um ein würdiges Schauspiel für die Einweihung des neuen Theaters in München im Oktober 1818 gebührend zu feiern. Vorgeschlagen hatte dies der Intendant Carl August Delamotte, der auch zur Jury gehörte. 37 Werke waren eingesandt worden. Caspars Maximilian I. Kurfürst von Baiern war bei diesem Wettbewerb nicht erfolgreich. Nach einigem Hin und Her einigten sich die Preisrichter, Andreas Erhard für das Trauerspiel Heimeran den ersten Platz zuzuweisen. Den zweiten Preis erhielt Johann Wilhelm Mannagetta von Lerchenau für Hiltrude. Der Heimeran, den man offenbar aus Rücksicht auf staats- und kirchenpolitische Verhältnisse gewählt hatte, fiel beim Publikum allerdings durch.
Franz Xaver von Caspar schrieb unter dem Pseudonym „Anton Bergh“ ein fünfaktiges Schauspiel mit dem Titel Die Templ Ritter und ein 38-seitiges Konvolut Poesien, beide befinden sich im Stadtarchiv München. Ein weiterer Name, unter dem Werke Caspars bekannt wurden, dürfte Hans von Kaspari gewesen sein. 1804 brachte Caspar in München Das blaue Blatt. Eine Zeitschrift für gebildete Leser heraus.
1812 schrieb Franz Xaver von Caspar die Tragödie Der Freischütz. Sie basiert wie ihre Überarbeitung 1813 auf Apels Erzählung, enthält aber zusätzlich einen Eremiten als Schutzengel. Sie ist ein Schauspiel mit Musik (Ouvertüre, Chöre, Ballet und Zwischenaktmusik) von Carl Neuner, nicht aber eine Oper mit Arien. Das Schauspiel wurde nach Angaben des Autors (er zeichnet mit v. Kaspar) bis 1824  nicht aufgeführt und erschien erst 1825 im Druck. Als Webers Textdichter Friedrich Kind Quellen zu seinem Freischütz sammelte, schickte ihm Caspar ein handgeschriebenes Exemplar seines Werkes, worauf Kind ihm einen Brief schrieb, in dem er die Ähnlichkeit ihrer Stücke sehr hervorhob. Als Caspar ihn später beschuldigte, er Kinds/Webers Freischütz sei ein Plagiat, antwortete Kind nichts mehr darauf.